# Ötlingen (Kirchheim unter Teck)
Ötlingen ist eine ehemals selbständige Gemeinde im Landkreis Esslingen (Baden-Württemberg) und gehört seit dem Jahre 1935 zur Großen Kreisstadt Kirchheim unter Teck.

## Geografie
Ötlingen liegt etwa 2,5 Kilometer westlich von Kirchheim unter Teck. Die Gemarkung beträgt 375 Hektar.

## Geschichte

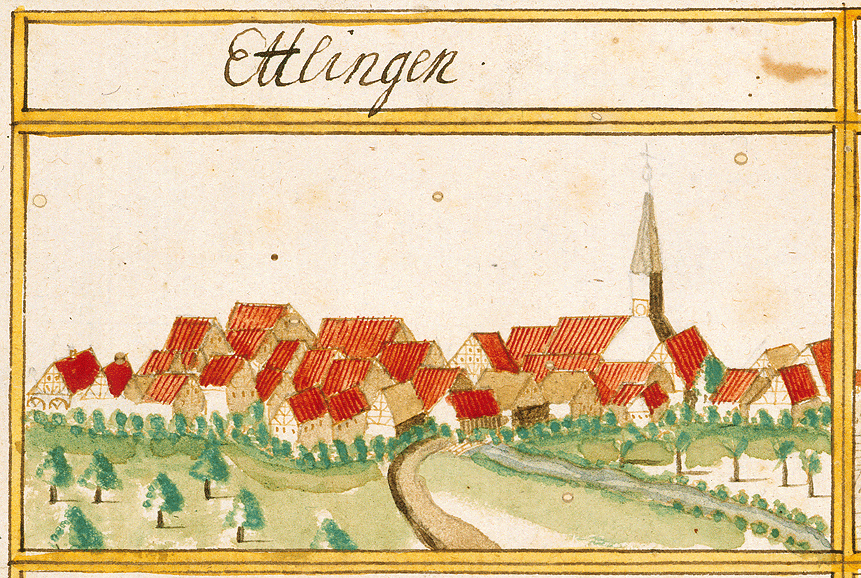
Ötlingen 1683, Forstlagerbuch von Andreas Kieser

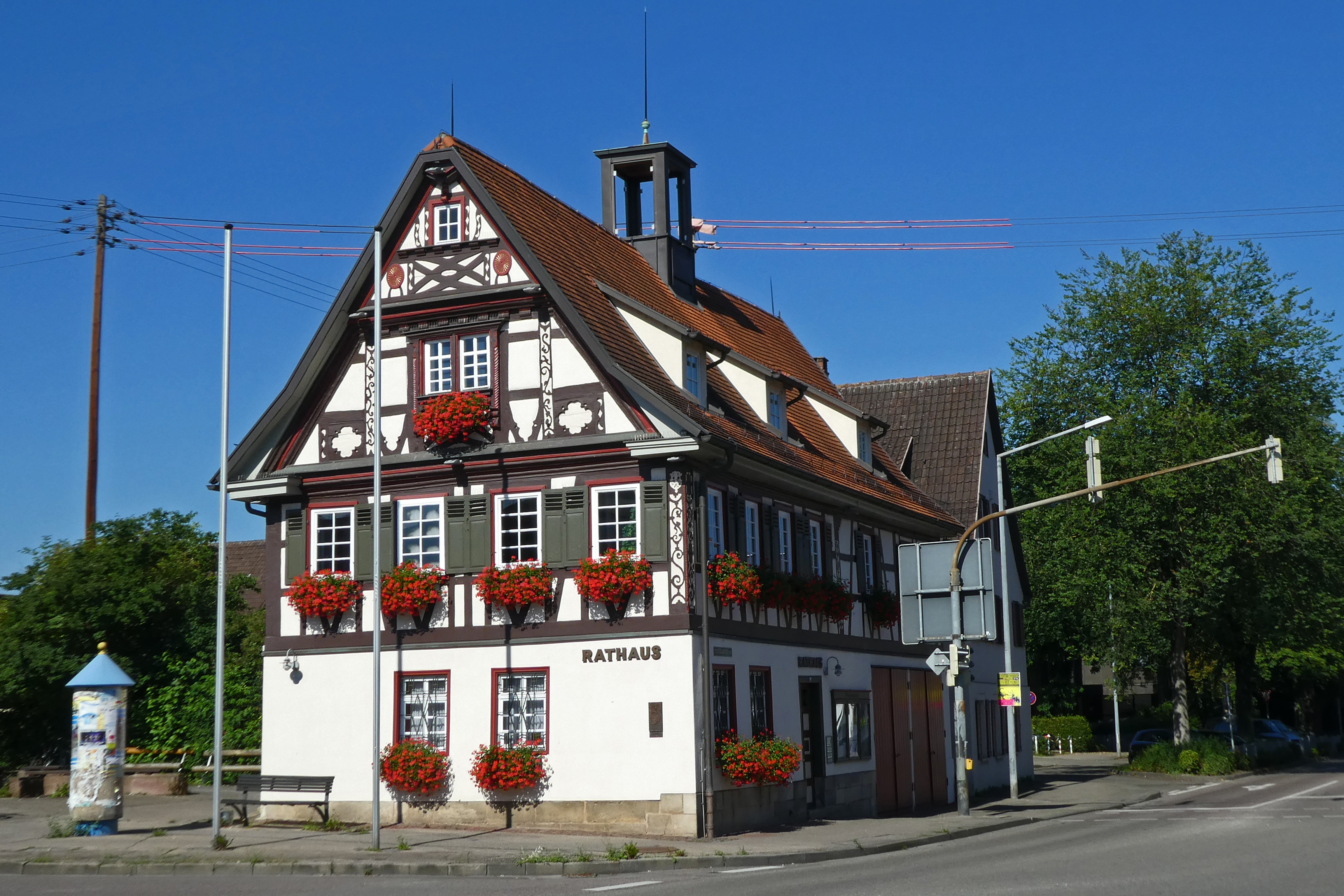
Historisches Rathaus Ötlingen

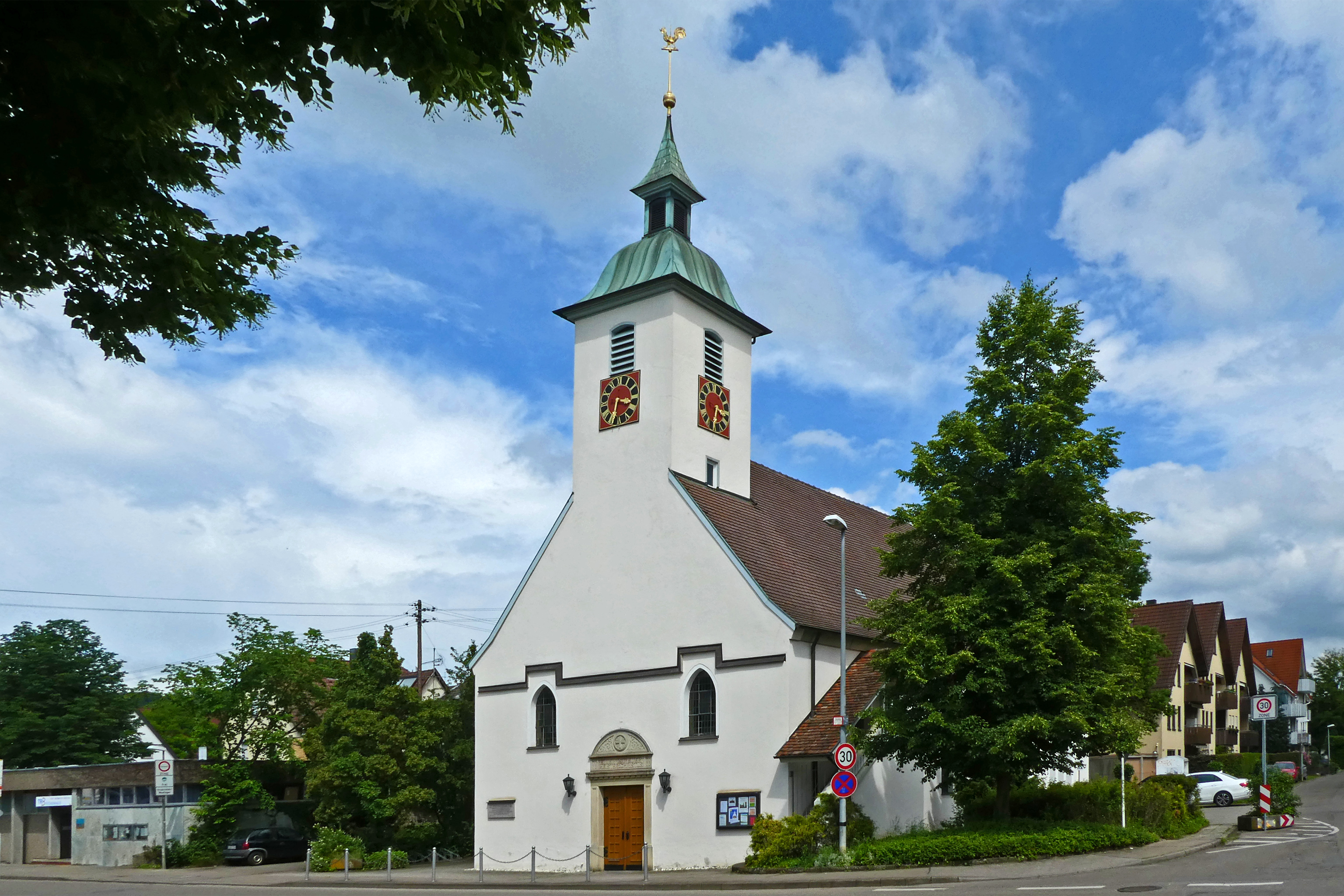
Johanneskirche Ötlingen

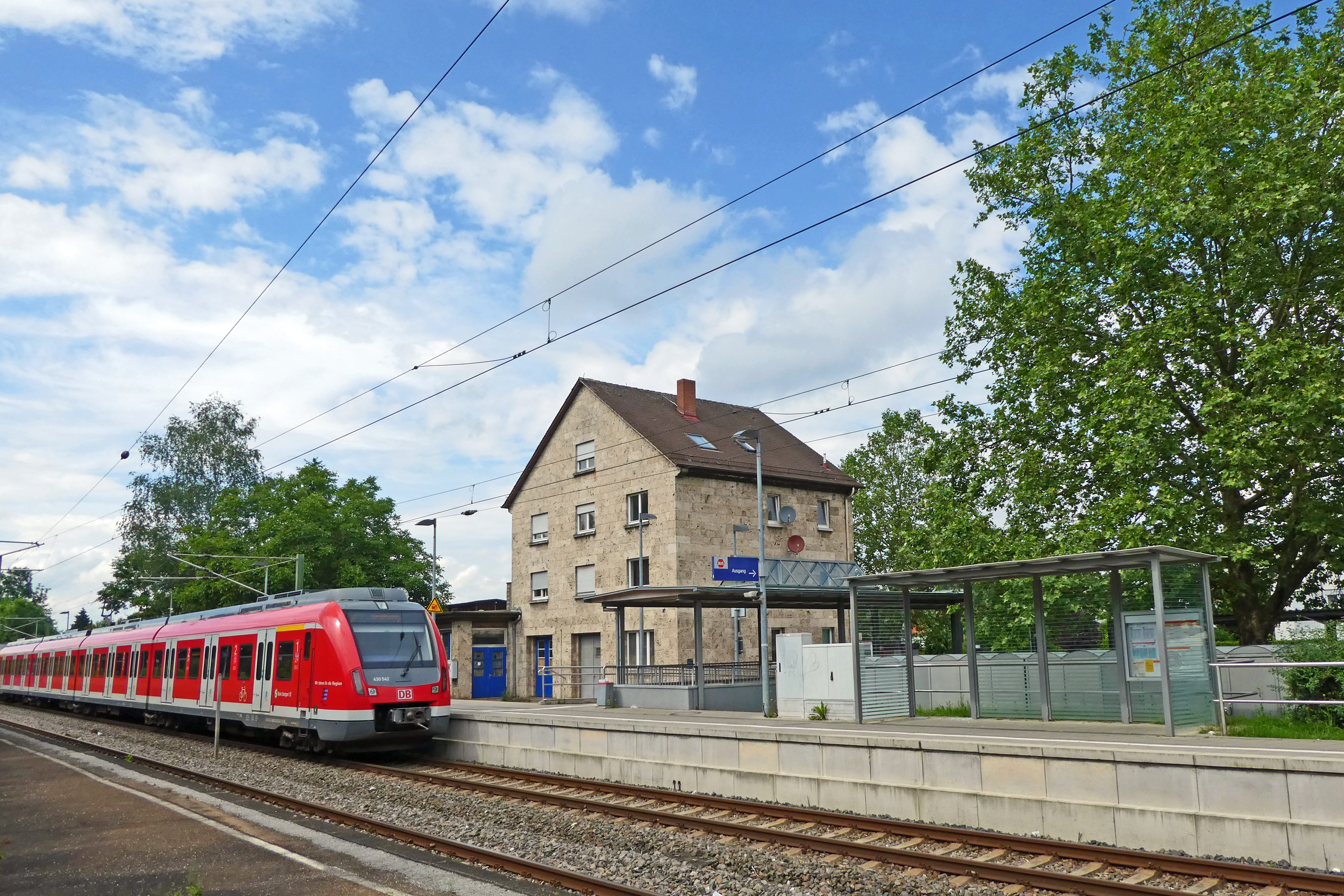
Bahnhof Ötlingen

Im Lorscher Codex wurde Ötlingen erstmals 788 als das Dorf Adiningen erwähnt. Im 12. Jahrhundert war der Ort im Besitz der Zähringer. 1152 bis 1156 verpfändete Herzog Bertold IV. von Zähringen Hetlingen zusammen mit der Burg Teck an Kaiser Barbarossa. Danach kam Ötlingen an die Herzöge von Teck und an Kirchheimer Edelleute, Ende des 14. Jahrhunderts schließlich an Württemberg. Das Kirchheimer Spital, das Barfüßerkloster in Esslingen am Neckar, das Kloster Denkendorf und die Stiftungen der Martinskirche hatten ebenfalls grundherrschaftliche Rechte.
Die Landwirtschaft war lange Zeit die Haupterwerbsquelle im Ort, der frühe Anschluss an das Eisenbahnnetz (1864) veränderte diese Situation, bald siedelten sich auch Fabrikbetriebe an. 1935 erfolgte die Zwangseingemeindung nach Kirchheim, der Gemeinderat und der Bürgermeister wurden abgeschafft. Erst im Jahr 1992 beschloss der Kirchheimer Gemeinderat, in Ötlingen sowie in Lindorf wieder einen Ortschaftsrat einzurichten und einen ehrenamtlichen Ortsvorsteher zu bestellen. Ötlingen wurde damit den 1974 im Rahmen der Verwaltungsreform eingemeindeten Gemeinden Jesingen und Nabern gleichgestellt.

## Wappen
Blasonierung: In geteiltem Schild oben in Blau ein halbes mit Kesselrinken besetztes silbernes Kreuz an der Teilung, unten von gold und schwarz schrägrechts gerautet.

## Bauwerke
In der Ötlinger Ortsmitte steht die 1597 bis 1600 erbaute Johanneskirche. Neben der Kirche entstand an der Stelle der alten Zehntscheuer 1840 das erste eigene Schulhaus, davor mussten die Kinder die Schule in Kirchheim besuchen. 1912 wurde ein neues Schulhaus gebaut. Das historische Rathaus steht gegenüber der Kirche.

## Verkehr
Ötlingen verfügt (neben der Kernstadt) als einziger Stadtteil von Kirchheim unter Teck über eine S-Bahn-Verbindung. Die Linie S 1 (Herrenberg – Böblingen – Stuttgart – Esslingen am Neckar – Plochingen – Wendlingen am Neckar – Kirchheim unter Teck-Ötlingen – Kirchheim unter Teck). Im 30-Minuten-Takt besteht eine Verbindung nach Stuttgart und weiter nach Herrenberg. Die Fahrzeit von Ötlingen bis Stuttgart beträgt mit der S 1 ca. 40 Minuten.